# Lopez Island

Lopez Island  est l'une des îles San Juan située dans le comté de San juan de l'État de Washington, aux États-Unis.
Lopez Island est la troisième plus grande des îles San Juan. Sa superficie est de 77 km2. Sa population au recensement de 2000 était de 2 177 habitants. Lieu de villégiature, la population augmente en été du fait des résidences secondaires, maisons de location et campings.

## Histoire
Pendant l'expédition de Wilkes, l'île avait été baptisée île de Chauncey d'après le commandant naval américain Isaac Chauncey. Lorsque les Britanniques ont réorganisé les cartes navales officielles de l'amirauté en 1847, Henry Kellett a supprimé de nombreux noms de Wilkes et a rebaptisé l'île Lopez Island en référence à Gonzalo López de Haro, l'officier naval espagnol qui a été le premier européen à découvrir l'archipel des îles San Juan.
Le musée historique de l'île rassemble et conserve l'histoire régionale de Lopez et des îles San Juan. 

## Géographie
Lopez Island est plus plate que la plupart des autres grandes îles de San Juan. C'est aussi la plus rurale et elle présente un terrain vallonné composé de forêts, de terres agricoles et de plages. L'île est orientée nord-sud et fait 16 kilomètres dans sa plus grande longueur. Elle est voisine de San Juan Island à l'ouest, Decatur Island et Blakely Island à l'est, Shaw Island au nord.

## Économie
Le moyen de transport principal entre l'île et son environnement est le ferry dont le terminal est situé à son extrémité nord. La navigation à partir d'Anacortes prend environ 40 minutes.
L'île dispose de deux pistes d'atterrissage avec des vols commerciaux quotidiens. Les hydravions nolisés atterrissent dans la baie Fisherman 
L'île est une destination populaire pour les cyclotouristes.  

## Source
- (en) Cet article est partiellement ou en totalité issu de l’article de Wikipédia en anglais intitulé « Lopez Island » (voir la liste des auteurs).